# Movi Rosario
Movi Rosario SAU conocida como Movi es una empresa estatal de transporte público de la ciudad de Rosario (Argentina). La agencia es dueña de una tercera parte de los autobuses de la ciudad y un 100% de las bicicletas públicas. Fue fundada con la unión de la Empresa SEMTUR y la ex Empresa Mixta.
Presta servicio en las siguientes líneas de transporte en la ciudad de Rosario: 102 roja, 106, 113, 115, 116, 120, 121, 123, 127, 129, 131, 132, 134, 135, 136, 137, 141, 153, Enlace Noroeste, Enlace Santa Lucía, Enlace Sur, K, Q, Ronda del Centro, Línea de la Costa y Ronda CUR-Sur.
También administró la fallida Ronda Cultural, una línea que circuló entre abril y fines de diciembbre de 2019.

## Controversias
- En 2019, la empresa sufrió una demanda de parte de choferes feministas por "supuesta discriminación de género",[2] la cual perdió en favor del colectivo feminista. Las cuatro choferes, debieron ser reincorporadas por fallo judicial[3] y en septiembre de 2019, comenzaron a manejar las primeras unidades.[4]
- El concejal cambiemita Carlos Cardozo, pidió informes acerca de la venta irregular de ex unidades de la desaparecida SEMTUR, que son patrimonio de Movi (como empresa sucesora).[5]

## Siniestros relevantes
- Enero de 2019: una unidad de empresa Movi que estaba fuera de servicio, se atasca en un túnel por el cual no pasaba.[6]
- Febrero de 2020: Se incendió un colectivo de Movi en la zona norte de Rosario[7]
- Abril de 2021: Condenan al chofer de un trole de la K y a la empresa Movi por un choque con un cadete[8]
- Marzo de 2023: Chocaron un colectivo de Movi y un tren en el norte de Rosario: varios heridos[9]
- Agosto de 2023: Se incendió un trolebús de Movi en pleno centro y ardió por completo[10]
- Abril de 2024: Un violento choque entre un auto y un colectivo bloqueó el tránsito por el túnel Celedonio Escalada[11]
- Mayo de 2024: Un trolebus de la línea K se quedó sin frenos y chocó a una camioneta en zona oeste[12]
- Septiembre de 2024: Rosario: se prendió fuego un colectivo de la Movi[13]
- Octubre de 2024: Se incendió un trolebús de Movi en Mendoza y España y hubo caos de tránsito en el centro[14]